# 贺大增
贺大增（1906年—1977年），中国人民解放军将领、中国人民解放军开国少将。
曾任中国人民志愿军后勤部政治部主任。1955年，授予中国人民解放军少将。